# ロバート・モンロー
ロバート・モンロー（Robert A. Monroe, 1915年10月30日 - 1995年3月17日） はアメリカ合衆国の超心理学者。
体外離脱の体験者。科学的側面と体験による裏付けを基とした体外離脱体験（変性意識状態）の研究者。モンロー研究所の創設者。

## 経歴
1915年に大学教授の父と内科医の母である学者の家庭に生まれ、アメリカ伝統的ないわゆる南部地方で育つ。子供の頃に高熱を伴う重篤なしょう紅熱を患う。
成人になり、事業家として成功を収めていた彼が、睡眠学習の研究をしていた42歳の1958年に体外離脱を経験するようになる。それを機に、体外離脱の研究を始める。そして更なる研究を追求すべく、彼が社長として勤務する会社に研究部門を創設し、その部門が独立、1971年にモンロー研究所を設立する。
1979年、会社社長を辞任し、モンロー研究所は現在の場所であるバージニア州郊外に移転独立。
以後、20年以上の研究に携わり、その間に自身の体外離脱体験の記録と検証などをまとめた著作を刊行。1995年3月肺炎からくる合併症で死去。79歳没。

## 概要
1958年に体外離脱を体験。その後も、複数回にわたり体外離脱を体験し、その過程を記録。体験時の出来事と、実在の場所や人物、会話や時間軸などの検証を試みる。また、体外離脱体験時における身体的状態を心電図や脳波計などを用い、心拍数、血圧、脳波の測定など、客観的かつ統計的な分析もすすめた。
医学博士、心理学者立ち会いのもと行った実験では、「博士と私は同時に、モンローの上半身が熱波のようにゆがんだ印象を受けた。下半身は普通にはっきり見えていた。そのゆがみはおよそ二分続き、実験は終わった。」との記述されている。
1965年ヴァージニア医科大学の脳波検査室で8回の実験も行い7回失敗し、八日目の夜、2回の短い離脱に成功したとし、幾度か、第三者協力のもとに検証実験を行っている。
1971年にモンロー研究所を設立。
Hemi-Sync（ヘミシンク）と呼ばれる音響技術を開発し特許を取得。

## 著書
- Journeys Out of the Body（『体外への旅』1985年・抄訳版 ISBN 978-4051010508 ）
- Far Journeys（『魂の体外旅行』1990年 ISBN 978-4531080632 ）
- Ultimate Journey （『究極の旅』1995年 ISBN 978-4531080915 ）
- 『体外への旅』Journeys Out of the Body （2007年・完全翻訳版）ISBN 978-4892955761

西暦は日本語版の出版年

## 評伝
- 『ロバート・モンロー伝』(2010・ロナルド・ラッセル著) ISBN 978-4813605997

西暦は日本語版の出版年